# Корищенко Микола Дмитрович
Мико́ла Дмитрович Кори́щенко (1933—2014) — український пожежник, почесний працівник МВС України.

## Життєпис
Місцем народження вказується станица Ярославська область, 1949 року поступив на службу до загону воєнізованої протипожежної охорони суднобудівельного загону в Комсомольську-на-Амурі.
43 роки відпрацював у лавах пожежників, починав інспектором, начальником караулу — до керівника управління (очолював протягом 13 років). Зумів істотно поліпшити показники діяльності колективу. Під його керівництвом побудовано понад 30 тридцять будівель пожежних депо та загальногарнізонних об'єктів; У Запоріжжі, Мелітополі, Бердянську створено опорні пункти гасіння масштабних пожеж.
Неодноразово брав участь у ліквідації й розслідуванні масштабних і складних пожеж та рятував людей.
Нагороджений державними відзнаками, зокрема медаллю «За відвагу на пожежі», також орденом «За заслуги перед Запорізьким краєм» ІІІ ступеня, знаком «Заслужений працівник МВС», Почесною відзнакою МНС України, іншими пам'ятними нагородами.
У жовтні 2016 року на території пожежної частини Шевченківського району Запоріжжя відкрито меморіальну дошку Миколі Корищенку, який протягом 1979—1992 років очолював обласне управління пожежної охорони.
В рамках декомунізації вулиця Кузнецова перейменована у вулицю Миколи Корищенка.